# Табліашвілі Вахтанг Валер'янович
Вахтанг Валер'янович Табліашвілі (16 травня 1914, Кварелі, Російська імперія — 28 травня 2002) — грузинський режисер театру і кіно. Народний артист Грузинської РСР (1967). Почесний громадянин Тбілісі (1997).
Працював головним режисером грузинських театрів ім. Марджанішвілі та ім. Паліашвілі.

## Фільмографія

### Режисерські роботи
- 1948: «Кето і Коте»
- 1969: «Десниця великого майстра» (режисер і сценарист)
- 1973: «Гіркий урок»